# Gondulf von Metz
Der Heilige Gondulf, auch Gondulfus, Gondulphus oder Gondoul († 6. September 823), war von 816 bis zu seinem Tod Bischof von Metz.
Über sein Leben ist wenig bekannt. Als Bischof trat Gondulf die Nachfolge von Angilram an, der 791 gestorben war. Nach 25-jähriger Sedisvakanz wurde Gondulf 816 zum Bischof geweiht. Nach über sechs Jahren im Amt starb er 823. Er wurde im Kloster Gorze beigesetzt. Sein Gedenktag ist der 6. September.